# Bedarfsplanumsetzungsvereinbarung
Die Bedarfsplanumsetzungsvereinbarung (BUV) ist eine zwischen der Bundesrepublik Deutschland und den Eisenbahninfrastrukturunternehmen DB Energie, DB Netz und DB Station&Service geschlossene Übereinkunft, die seit 2018 die Finanzierung und Umsetzung von Eisenbahnprojekten aus dem Bedarfsplan für die Bundesschienenwege regelt. Aus den DB Netz und DB Station&Service ging 2023 die DB InfraGO hervor.

## Gesetzlicher Rahmen
Der Bedarfsplan für die Bundesschienenwege ist im Bundesschienenwegeausbaugesetz (BSWAG) verankert und enthält verschiedene Aus- und Neubauvorhaben im Schienennetz der Deutschen Bahn, die im Interesse des Bundes liegen. Gemäß § 9 BSWAG bedarf die Durchführung dieser Vorhaben einer Übereinkunft – diese Funktion erfüllt die BUV. Sie wurde am 25. Juli 2017 unterzeichnet und gilt seit dem 1. Januar 2018. Für Maßnahmen aus dem Bedarfsplan ersetzt die BUV damit weitestgehend die Regelungen in der Rahmenvereinbarung über die Finanzierung und Durchführung von Investitionen in die Schienenwege des Bundes (RV 1999 (2)) aus dem Jahr 1999.

## Inhalte
Die BUV ordnet an, dass das Eisenbahn-Bundesamt (EBA) früher in die Planung einbezogen werden wird, womit Differenzen möglichst früh geregelt werden sollen. Auch durch eine frühe und umfassende Bürgerbeteiligung sollen spätere verwaltungsrechtliche Streitigkeiten vermieden werden; unter anderem indem Forderungen der Bürger, wie nach zusätzlichem Lärmschutz, früh einbezogen werden können.
Eine weitere Neuerung gegenüber der RV 1999 (2) ist die vollständige Übernahme der Planungskosten durch den Bund, anstelle der vorher geltenden Pauschale von 18 % für Planungskosten. Wie hoch der Eigenanteil des Vorhabenträgers (in der Regel die DB Netz bzw. DB InfraGO) an den Gesamtkosten ist, misst sich an dem betriebswirtschaftlichen Nutzen des Projekts. Weiterhin verpflichtet sich der Träger verbindlich zur Inbetriebnahme, was mit Pönalzahlungen bewehrt ist.
Nach Abschluss der Leistungsphasen 1–2 der HOAI (Grundlagenermittlung und Vorplanung) eines Projekts berichtet das Bundesverkehrsministerium dem Deutschen Bundestag im Rahmen der parlamentarischen Befassung über die ermittelte Vorzugsvariante und Alternativvarianten. Der Bundestag kann dabei Änderungen an der Vorzugsvariante fordern. Auf diese Weise soll die politische Zustimmung zu den Projekten sichergestellt werden. Ziel ist, im späteren Planungsprozess Klagen gegen ein Projekt zu vermeiden, die zu Verzögerungen und Kostensteigerungen führen könnten.
Der Bundesrechnungshof kritisierte die geplante BUV vor ihrer Verabschiedung in einem Bericht an den Haushaltsausschuss des Deutschen Bundestages. Unter anderem wurden Mehrbelastungen des Bundeshaushaltes befürchtet.